# Antonio Escribano
Antonio Giménez Escribano (* 27. April 1902 in Salamanca; † 7. August 1972 in Madrid) war ein spanischer Rechtsanwalt und Schauspieler.
Antonio Escribano verließ die Universität mit einem Abschluss in Rechtswissenschaften und praktizierte bis 1958 als Rechtsanwalt. Dann gab er seinen Beruf auf und ging nach Madrid, um als Schauspieler zu arbeiten. Innerhalb von fünfzehn Jahren war er in rund 90 Filmen zu sehen, in denen er gewichtige Nebenrollen als vornehmer Adliger und zweifelhafter Wissenschaftler spielte. Zweimal war er auch für ein Drehbuch verantwortlich.
Oftmals wurde er als Antonio Jiménez Escribano geführt.

## Filmografie (Auswahl)
- 1958: Mensajeros de paz
- 1960: La reina del Tabarin
- 1960: Die Straßenjungen (Los golfos)
- 1960: Der Rollstuhl (El cochecito)
- 1963: Einer rechnet ab (Los cuatreros)
- 1964: Relevo para un pistolero
- 1965: Einer rechnet ab (Los cuatreros) (und Drehbuch)
- 1965: Tumba para un forajido (und Drehbuch)
- 1965: Das Geheimnis des Doktor Z (Miss Muerte)
- 1966: Residencia para espias
- 1967: Die Rache des Pancho Villa (Los 7 de Pancho Villa)
- 1970: Das Geheimnis von Schloß Monte Christo (Ivanna)
- 1970: La muerte busca un hombre
- 1971: El Zorro, caballero de la justicia
- 1971: Uccidi Django… uccidi per primo!!!
- 1972: La llamada del vampiro